# Drassinella siskiyou
Drassinella siskiyou är en spindelart som beskrevs av Norman I. Platnick och Darrell Ubick 1989. Drassinella siskiyou ingår i släktet Drassinella och familjen flinkspindlar. Inga underarter finns listade i Catalogue of Life.